# Ruža i tisovina
Ruža i tisovina (izdano 1948.) je tragični roman spisateljice Mary Westmacott (Agatha Christie). Četvrta od šest drama koje je Christie pisala pod pseudonimom Mary Westmacott.
Sjajni ljubavni romani potpisani imenom misteriozne Mary Westmacott koji su naišli na odličan prijem kako kod publike, tako i kod kritike, izašli su, zapravo ispod pera Agathe Christie. Ista književna imaginacija koja je smišljala najneobičnija ubojstva i vodila nas kroz zapetljane labirinte mračnih ljudskih poriva umijela je i da iznudi i podjednako uzbudljive tvorevine o onoj drugoj, svjetlijoj strani čovjekove prirode, o njegovim istančanim emocionalnim stopama, o dramama, što prethode iz treperavog odnosa među spolovima.
Ovo je jedan od šest sjajnih ljubavnih romana, koje je Agatha Christie, pod imenom Mary Westmacott, napisala u najboljoj tradiciji engleske proze ove vrste.

## Radnja
Hugh Norreys iz svoje kočije promatra Johna Gabriela kako se kandidira za parlament. Hughov invalidski status ohrabruje njegove goste da mu se povjere i iskažu osjećaje. Hugha je mistificirao Gabriel, mali ružni čovjek, koji je unatoč tome privlačan ženama. Također ga intrigira Isabela, mlada lijepa dama iz dvorca u blizini. Na kraju Hugh i cijelo mjesto njegova stanovanja ostaju šokirani kada John nakon izbora biježi s Isabelom i daje otkaz na novodobivenom mjestu u parlamentu.